# Flughafen Brüssel-Zaventem

i7
i11
i13
Der Flughafen Brüssel-Zaventem (offiziell Brussels Airport, früher niederländisch Luchthaven Brussel-Nationaal, französisch Aéroport Bruxelles-National, IATA-Code: BRU, ICAO-Code: EBBR) ist der größte Flughafen Belgiens.
Er dient auch als Militärflugplatz der belgischen Luftstreitkräfte, die den Flugplatz als Vliegbasis Melsbroek bezeichnen. Sie nutzen ihn als Heimatstandort ihrer Transportflugzeuge.

## Lage

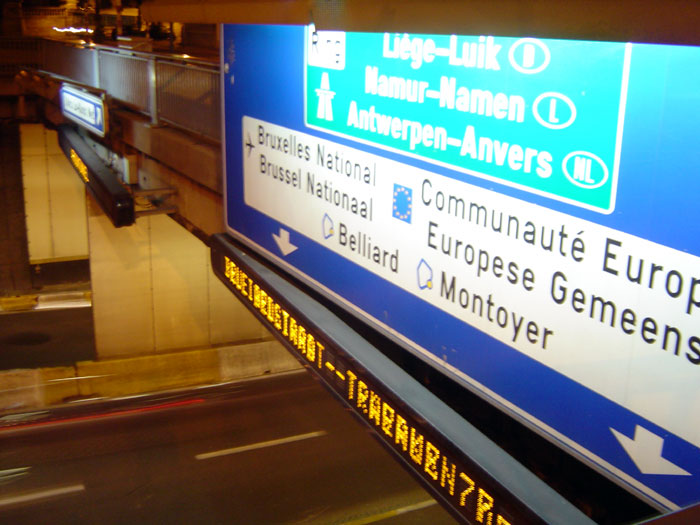
Straßenschild zum Flughafen

Der Flughafen liegt zwölf Kilometer nordöstlich der belgischen Hauptstadt Brüssel in der flämischen Gemeinde Zaventem und wird deswegen auch Luchthaven Zaventem oder Aéroport de Zaventem genannt. Zaventem liegt in der Provinz Flämisch-Brabant und grenzt direkt an die Region Brüssel-Hauptstadt. Aufgrund der Sprachenteilung Belgiens kam es in Bezug auf Nachtflugregelungen häufig zu Streitigkeiten zwischen den französischsprachigen Belgiern (Wallonen) und den niederländischsprachigen Belgiern (Flamen). Die vorgeschlagenen Pläne würden jeweils eine Bevölkerungsgruppe benachteiligen. Durch die anhaltenden Konflikte wurden Ausbauten des Flughafens häufig verzögert.
→ Siehe hierzu: Flämisch-wallonischer Konflikt
Um Planespotting zu erleichtern, hat der Flughafen zwei Plattformen eingerichtet. Von ihnen aus sind sehr gute Kameraperspektiven auf die Runways 01/19 bzw. 25L/07R möglich.

## Verkehrsanbindung

### Schiene
Ein Bahnhof der NMBS/SNCB befindet sich im Untergeschoss des Flughafens. Ab hier fahren mehrmals pro Stunde Züge vor allem in Richtung Brüssel und über die Nossegem-Spange nach Löwen. Diese Züge werden in das S-Bahn-Netz integriert.
Der Kopfbahnhof wurde am 10. Juni 2012 mittels des neu errichteten Eisenbahntunnels unter den Landebahnen in einen Durchgangsbahnhof verwandelt. Über die nördlich daran anschließende ebenfalls neu errichtete Schnellfahrstrecke auf dem Mittelstreifen der Autobahn A1 verkehren dann zunächst Intercity- und Nahverkehrszüge weiter in Richtung Mechelen. Später ist auch die Bedienung durch den Hochgeschwindigkeitszug Thalys nach Antwerpen und darüber hinaus vorgesehen.
Der Anteil der per Bahn anreisenden Fluggäste soll langfristig von 15 Prozent im Jahr 2005 auf 30 Prozent steigen.

### Straße

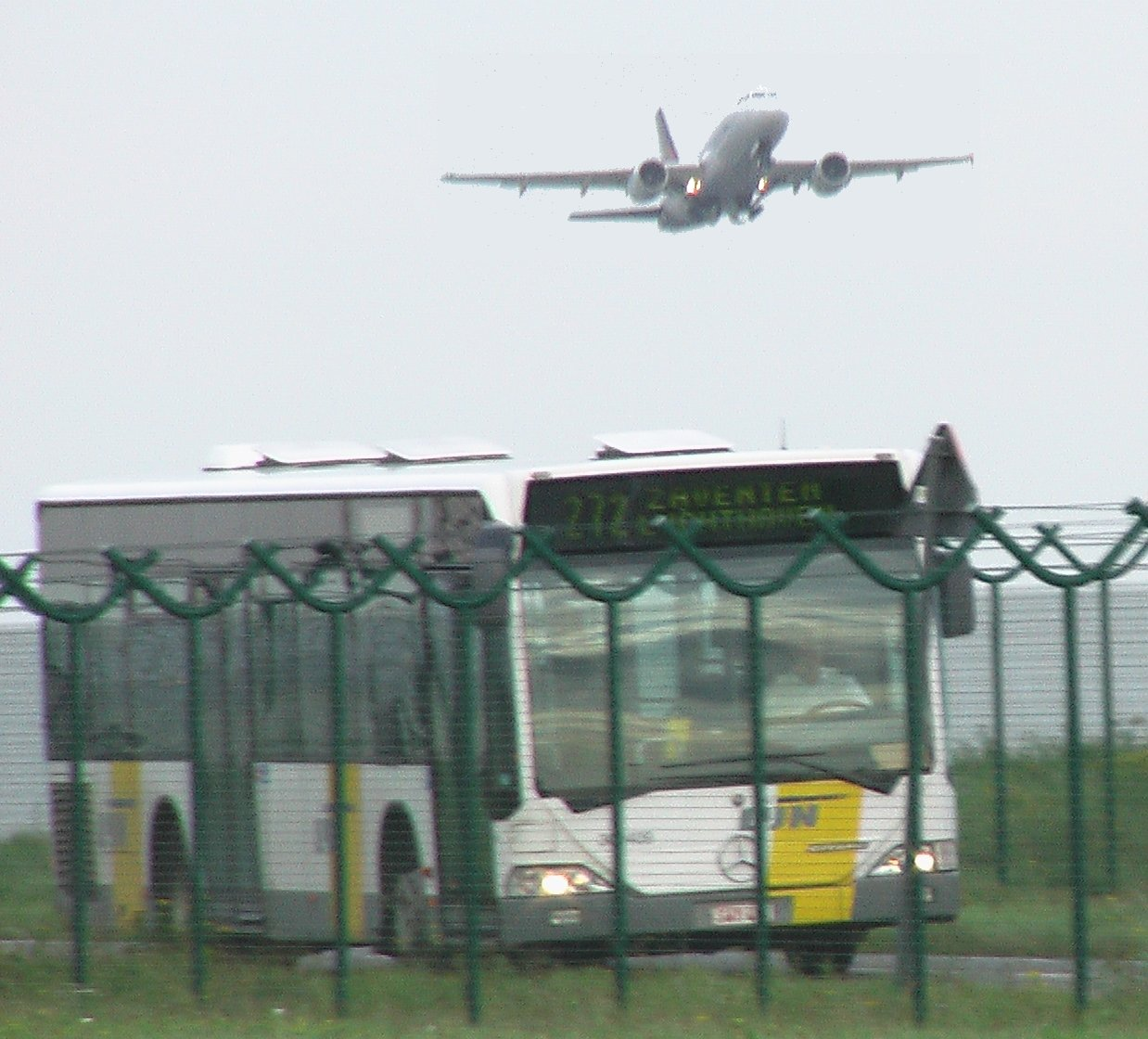
Ein De Lijn-Bus am Flughafen

Der Flughafen ist mit dem Auto über den äußeren Ring von Brüssel (R0) zu erreichen. Er liegt am Autobahnkreuz Zaventem in östlicher Richtung an der A201. Vom Brüsseler Zentrum aus ist der Flughafen ca. 15 Straßenkilometer weit entfernt. Für Motorrad- und Fahrradfahrer sind überwachte Parkplätze und Fahrradwege vorhanden. Ausgeschildert ist der Flughafen zweisprachig, wie in Brüssel üblich als ndl. Brussel Nationaal und frz. Bruxelles-National oder nur als Zaventem. Taxistände sind in dem untertunnelten Ankunftsbereich und dem oberen Check-In-Bereich zu finden.
Brüssel-Zaventem verfügt über eine Großzahl an Busverbindungen. So ist der Airport an das Busnetz von De Lijn, STIB/MIVB, und De Decker-van Riet angeschlossen. Viele größere Hotels in der Innenstadt bieten einen Shuttle-Service zum Flughafen an.

### Fußgänger und Radfahrer
Von der Gemeinde Zaventem aus führte ein Fuß- und Radweg direkt vor das Terminal. Auf dem Gelände befinden sich zudem überwachte Fahrradstellplätze.

### Straßenbahn
Die flämische Verkehrsgesellschaft De Lijn plante, den Flughafen gegen 2020 im Rahmen der „Mobilitätsvision 2020“ durch zwei Straßenbahnstrecken des neuen Brabantnetzes vom Brüsseler Nordbahnhof und von Jette aus anzubinden.
2023 wurden die Genehmigungen erteilt zur Verlängerung der Tram-Gleise vom Bereich am NATO-Hauptquartier bis zum Flughafen. Die Luchthaventram soll ab 2026 gebaut werden und gegen 2030 in Betrieb gehen. 

## Geschichte

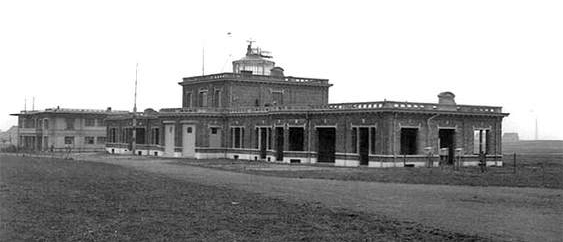
Flugplatz Brüssel, Haren, 1929

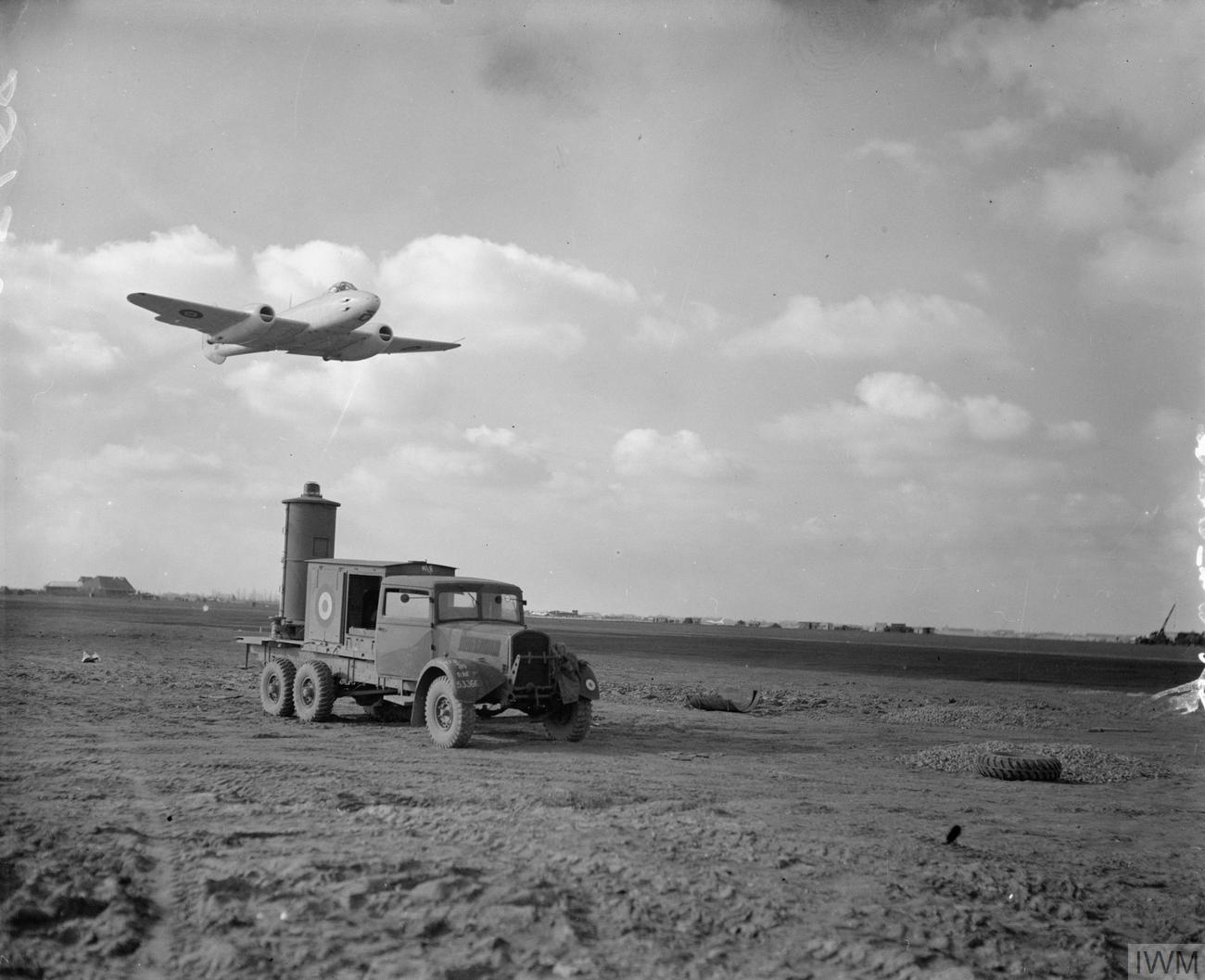
RAF Meteor III, Melsbroek, 1945

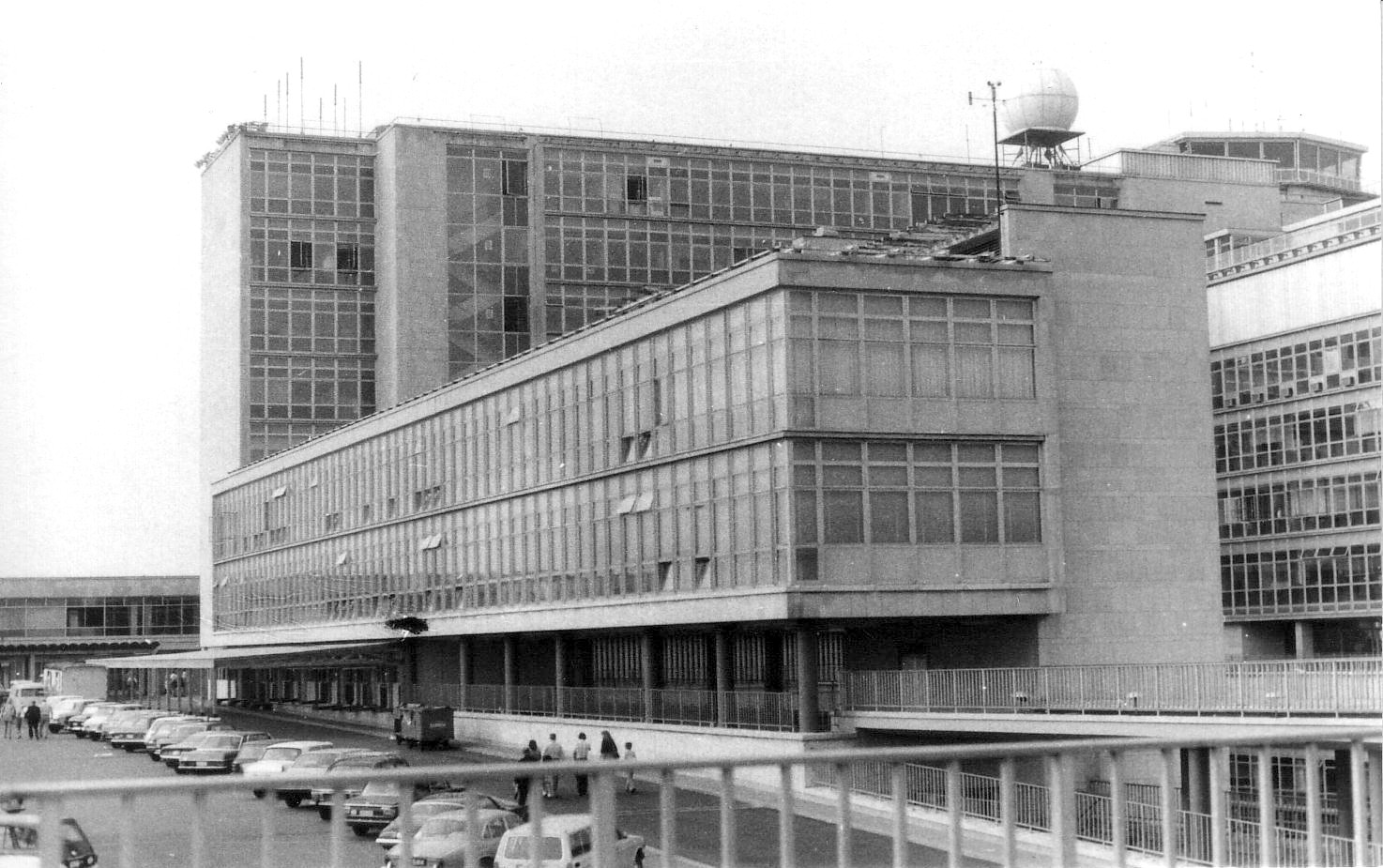
Der Flughafen Zaventem, 1974

Um Brüssel existierten zunächst mehrere Flugfelder, so auch eines an der Grenze zwischen Evere und Haren, den Flugplatz Brüssel. Dieses lag strategisch günstig, auf einem großen freien Feld und mit guter Zug- und Straßenanbindung an Brüssel. Während des Ersten Weltkriegs errichteten die deutsche Besatzungstruppen dort 1914 einen Zeppelinhangar und bauten es weiter aus. Nach Kriegsende übernahmen die belgischen Streitkräfte das Flugfeld, das günstig zum Generalstab in der Dailly-Kaserne in Schaerbeek lag, und öffneten es auch wieder der zivilen Luftfahrt. Seit ihrer Gründung 1923 nutzte auch die belgische Fluggesellschaft Sabena das Flugfeld, das jedoch bei steigender Nutzung bald zu klein wurde. Heute befindet sich auf dem Gebiet des ehemaligen Flugfeldes das neu errichtete NATO-Hauptquartier.
Während des Zweiten Weltkriegs bauten dann die deutsche Besatzungstruppen einen neuen „Fliegerhorst“ wenige Kilometer entfernt bei weiter günstiger Verkehrsanbindung in Melsbroek. Nach der Befreiung Belgiens durch die Westalliierten wurde der Flugplatz unter der Codebezeichnung Advanced Landing Ground B-58 (ALG B-58) Brussels-Melsbroek in der Schlussphase und nach dem Ende des Zweiten Weltkriegs u. a. von Staffeln der Royal Air Force (RAF) genutzt.
Der Militärflugplatz wurde 1948 in einen Verkehrsflughafen umgewandelt, wobei die militärische Nutzung durch das 15. Geschwader (15. Wing), einen Transportverband der belgischen Luftstreitkräfte, parallel bis heute weiterläuft. Durch die ständige Zunahme des zivilen Luftverkehrs wurde der Flughafen in Melsbroek in den 1950er Jahren schnell zu klein. Für die erwarteten sechs Millionen Fluggäste für die Weltausstellung 1958, die in Brüssel stattfand, wurde daher ein neues Terminal geplant. Nach der Grundsteinlegung im April 1956 durch den damaligen Verkehrsminister Edward Anseele wurde das neue Terminal am 5. Juli 1958 offiziell eingeweiht. Zum Symbol des Flughafens wurde die zeittypische große Abflughalle, als „Sky Hall“ von den Architekten Maxime Brunfaut, Géo Bontinck und Joseph Moutschen entworfen.
Da das Terminal an der anderen Seite des Flughafens, auf dem Gemeindegebiet von Zaventem errichtet wurde, wird der Flughafen heute unter diesem Namen geführt. Der Militärflughafen und viele Frachtbereiche befinden sich weiter an der nördlichen Seite in Melsbroek. Ab 1972 nutzte das 15. Geschwader für den taktischen Lufttransport die C-130H.
1994 wurden ein renovierter Terminal und der dazugehörige neu gebaute 650 Meter lange Pier B durch König Albert II. eröffnet. Dieser wird hauptsächlich für Nicht-Schengen- und Langstreckenflüge benutzt.

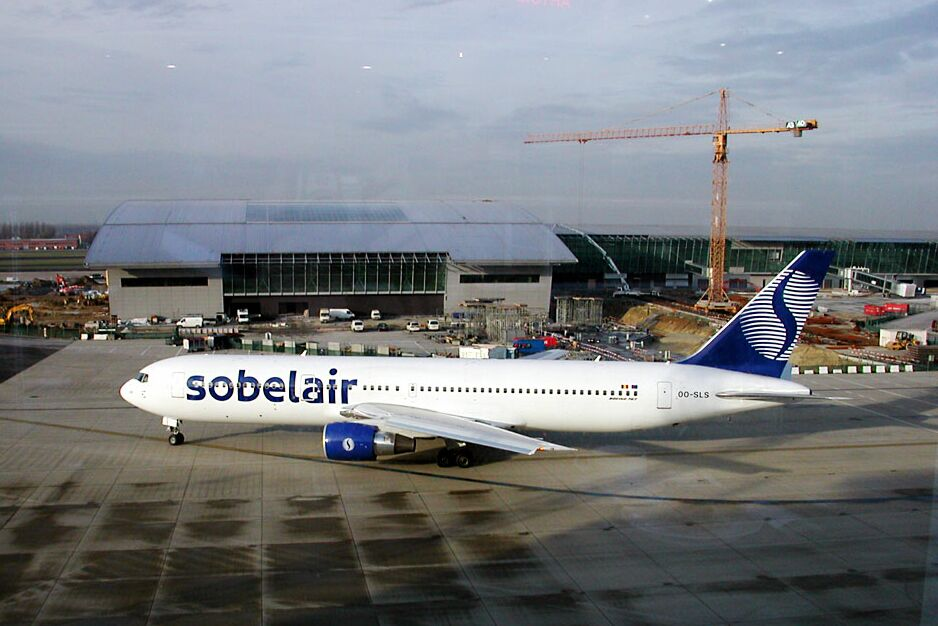
Der Flughafen 2001: Pier A im Bau, Sobelair noch existent

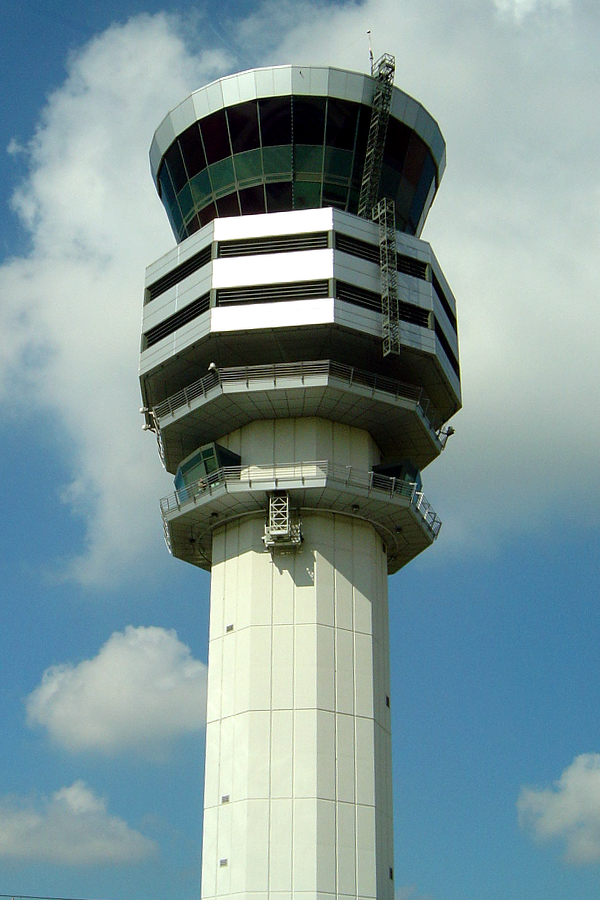
Der neue Tower des Flughafens

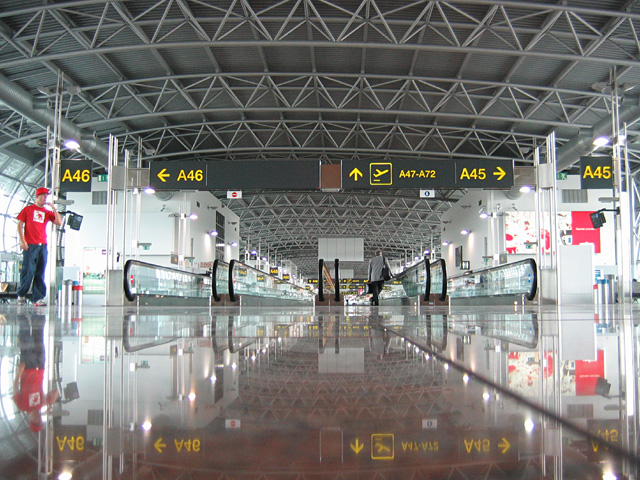
Pier A von innen im Jahr 2005

Bis zu ihrer Insolvenz 2001 nutzte die belgische Fluggesellschaft Sabena den Flughafen als Luftfahrt-Drehkreuz. Deren Nachfolgerin, die SN Brussels Airlines, vereinigte sich 2007 mit der ebenfalls von Brüssel aus operierenden Virgin Express zur Brussels Airlines. Daneben diente der Flughafen bis 2008 als Drehkreuz des Logistikunternehmens DHL. Von 2007 bis 2016 nutzte Jet Airways den Flughafen als Europa-Hub auf Flügen nach Indien, Kanada und den USA.
2002 ging der neue Schengen-Pier A in Betrieb und löste damit ältere Gebäudeteile, die teilweise noch aus dem Jahr 1958 stammten, und den so genannten Satelliten im Pier C ab. Dieser ist jedoch architektonisch geschützt und steht nun leer. Der neue ca. 750 Meter lange Pier A besitzt rundum Glasflächen und bietet somit einen guten Blick auf die parkenden Flugzeuge und den parallel liegenden Pier B.
2005 wurde im Osten des Geländes, in der Gemeinde Steenokkerzeel, der neue Tower des Flughafens fertiggestellt. In ihm ist die Zentrale der belgischen Flugsicherung, SKEYES (ehemals Belgocontrol), untergebracht. Im selben Jahr wurde ein Rauchverbot auf dem ganzen Flughafenareal eingeführt.
2006 bekam der Flughafen seine heutige Bezeichnung Brussels Airport, Welcome to Europe. Diese soll den alten Namen Brüssel National (Bruxelles National bzw. Brussels Nationaal) ablösen, der aber auf den meisten Schildern und Webseiten immer noch dominiert (siehe Straßenschild weiter oben). Somit stellt er sich namentlich als einzigen Brüsseler Flughafen dar, um sich vom Flughafen Brüssel-Charleroi abzugrenzen. Außerdem stellt der Flughafen damit seine internationale Rolle in den Mittelpunkt.
2006 und 2007 war der Flughafen Brüssel-Zaventem der pünktlichste Flughafen Europas.
2008 hat der Flughafen vier neue Flugfeldlöschfahrzeuge (Ziegler Z8 FLF 80/125-10 Snozzle) in Betrieb genommen, die mit ihren spitzen Schläuchen in ein brennendes Flugzeug eindringen und innere Brände löschen können. Der Flughafen Zaventem ist der erste Flughafen Belgiens, der diese Technik einsetzt.
Am 22. März 2016 verübte die Terrororganisation „Islamischer Staat“ (IS) Selbstmordattentate am Flughafen sowie in der Brüsseler Innenstadt im U-Bahnhof Maalbeek/Maelbeek. Nach offiziellen Angaben kamen 35 Menschen ums Leben, darunter drei der Attentäter, und mehr als 300 wurden verletzt.
Im Zusammenhang mit der Stationierung der A400M seit Oktober 2020 erhielt der militärische Bereich 2020/21 einen neuen Hangar, in dem drei der Transporter gleichzeitig gewartet werden können.

## Zwischenfälle

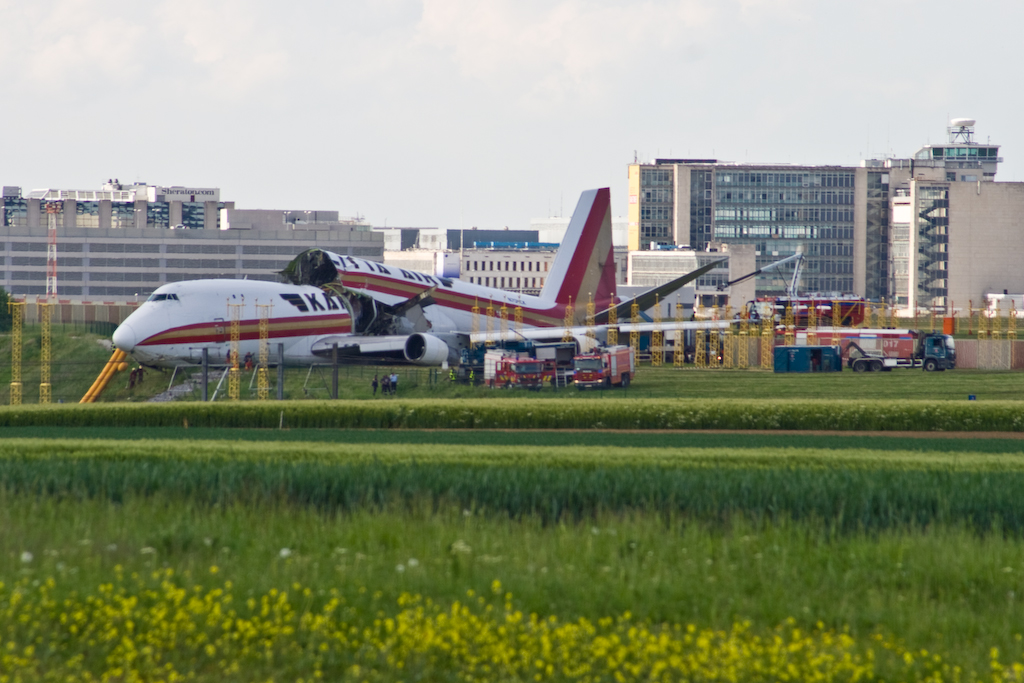
Zerbrochene B747 der Kalitta Air

- Am 15. Februar 1961 stürzte eine Boeing 707 der Sabena beim Landeanflug ab. 73 Personen starben, 72 an Bord (darunter das gesamte US-amerikanische Eiskunstlaufnationalteam) und eine am Boden.

- Ende des Jahres 2000 wurde ein Airbus A319 der Lufthansa während des Beladens überfallen und ausgeraubt. Keiner der Passagiere, die sich während des Boarding-Vorganges auf dem Weg ins Flugzeug befanden, wurde dabei verletzt. Das Fluchtauto wurde wenig später ausgebrannt in einem Brüsseler Vorort aufgefunden. Ein ähnlicher Vorfall hatte sich vorher bereits am Flughafen Luxemburg ereignet.[22]

- Am 5. Mai 2006 kam es kurz nach Mitternacht im Hangar 40 der Sabena Technics zu einem Brand, bei der eine Belgium Air Force Hercules C-130 und drei A320 von Hellas Jet, Armavia und Armenian International Airways vollständig ausbrannten. Das Feuer konnte erst gegen 3 Uhr morgens unter Kontrolle gebracht werden.[23][24]

- Am 25. Mai 2008 verunglückte[25] eine Boeing 747-209F der Kalitta Air, die 76 Tonnen Fracht nach Bahrain befördern sollte. Die Maschine kam von der Startbahn ab und zerbrach in zwei Teile. Alle fünf Besatzungsmitglieder konnten sich über die Notrutschen in Sicherheit bringen, vier davon wurden leicht verletzt.[26] Das Flugzeug rutschte auf einen Auffanghügel und blieb kurz vor der HSL-2-Hochgeschwindigkeitsstrecke in Richtung Löwen stehen.[27][28]

Terroranschläge am 22. März 2016
- Am 22. März 2016 um acht Uhr morgens wurden im öffentlich zugänglichen Bereich des Flughafens zwei Nagelbomben gezündet. Dem Terroranschlag fielen 17 Personen zum Opfer, rund 100 Personen wurden verletzt. An der Infrastruktur des Flughafens entstand Sachschaden. Der Flugbetrieb wurde für rund 2 Wochen eingestellt; ein Teil der Flüge wurde über die Flughäfen in Lüttich und Antwerpen abgewickelt.

- Am 3. April 2016 eröffnete der Flughafen wieder mit drei innereuropäischen Flügen der Brussels Airlines. Auf Grund von betrieblichen Einschränkungen und erhöhten Sicherheitsvorkehrungen wurde vorübergehend weiterhin ein Teil der Flüge in Lüttich und Antwerpen abgewickelt.[29]

## Flughafenanlage

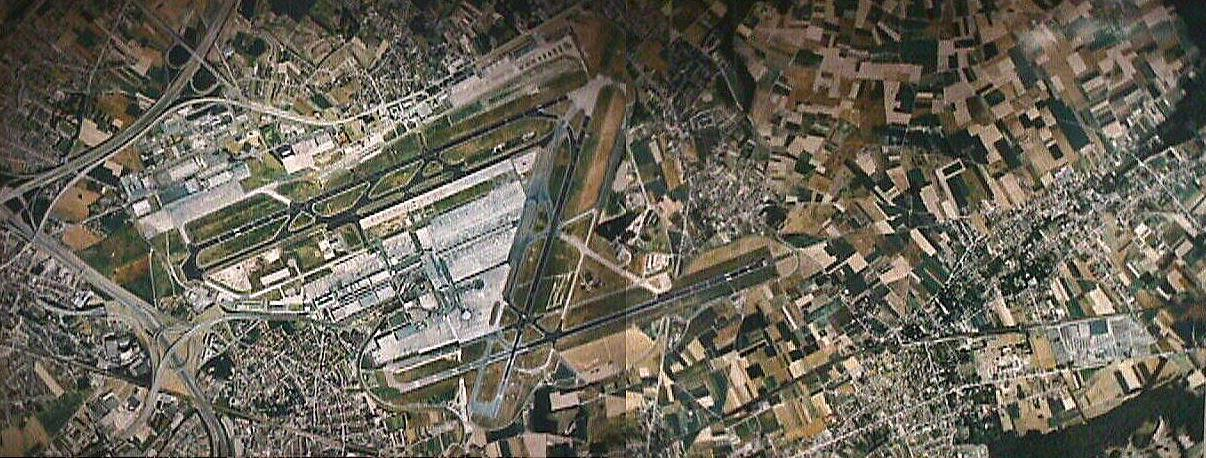
Die Flughafenanlage von oben: Landebahnen 07L/25R (3638 Meter), 07R/25L (3211 Meter) und 02/20 (2984 Meter), April 2006

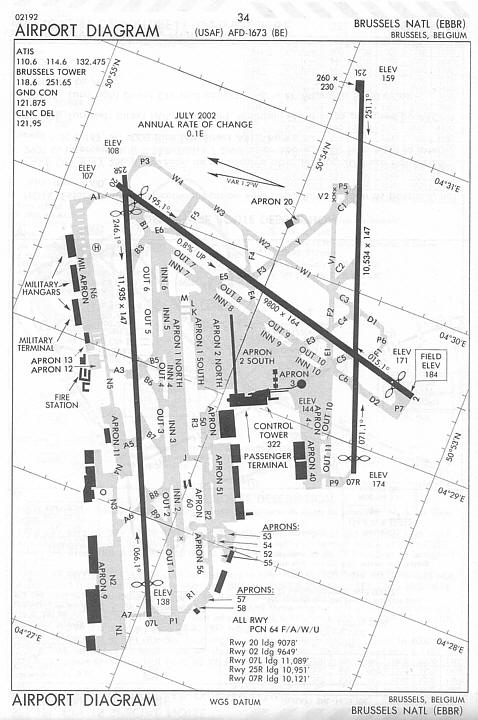
Diagramm des Flughafens und seiner Landebahnen (noch ohne Pier A aber mit dem alten Südpier)

Das Flughafengebäude ist in mehrere Stockwerke unterteilt und besitzt zwei Terminals (Piers), die beide von der zentralen Check-In-Halle im 3. Stockwerk zu erreichen sind. Das Straßenleitsystem führt einen per Auto anhand von Brücken und Tunnels zu den verschiedenen Bereichen.
In den unteren Geschossen befinden sich der Ankunftsbereich, ein Bahnhof, Taxistände und Bushaltestellen. Des Weiteren gibt es viele verschiedene Parkhäuser und Kurzparkmöglichkeiten. Direkt auf dem Gelände liegt ein Sheraton-Hotel. Die drei Landebahnen sind 2984 m bis 3638 m lang und ermöglichen den Start und die Landung von Maschinen wie der Boeing 747. Im Moment fertigt der Flughafen bis zu 74 Flugbewegungen pro Stunde ab.
Im nordwestlichen Bereich des Flughafens befindet sich das Fracht- und Logistikzentrum „Brucargo“ mit verschiedenen Hangars, Gebäuden und Büros.
Die Architektur des gesamten Flughafens ist nicht einheitlich, da der Flughafen mit der Zeit gewachsen ist und immer wieder neue Teile angebaut, renoviert oder leerstehend gelassen wurden. So stammen einige Gebäudeteile noch aus den 1950er Jahren. Zaventem bietet somit einen Mix aus verschiedenen architektonischen Epochen.

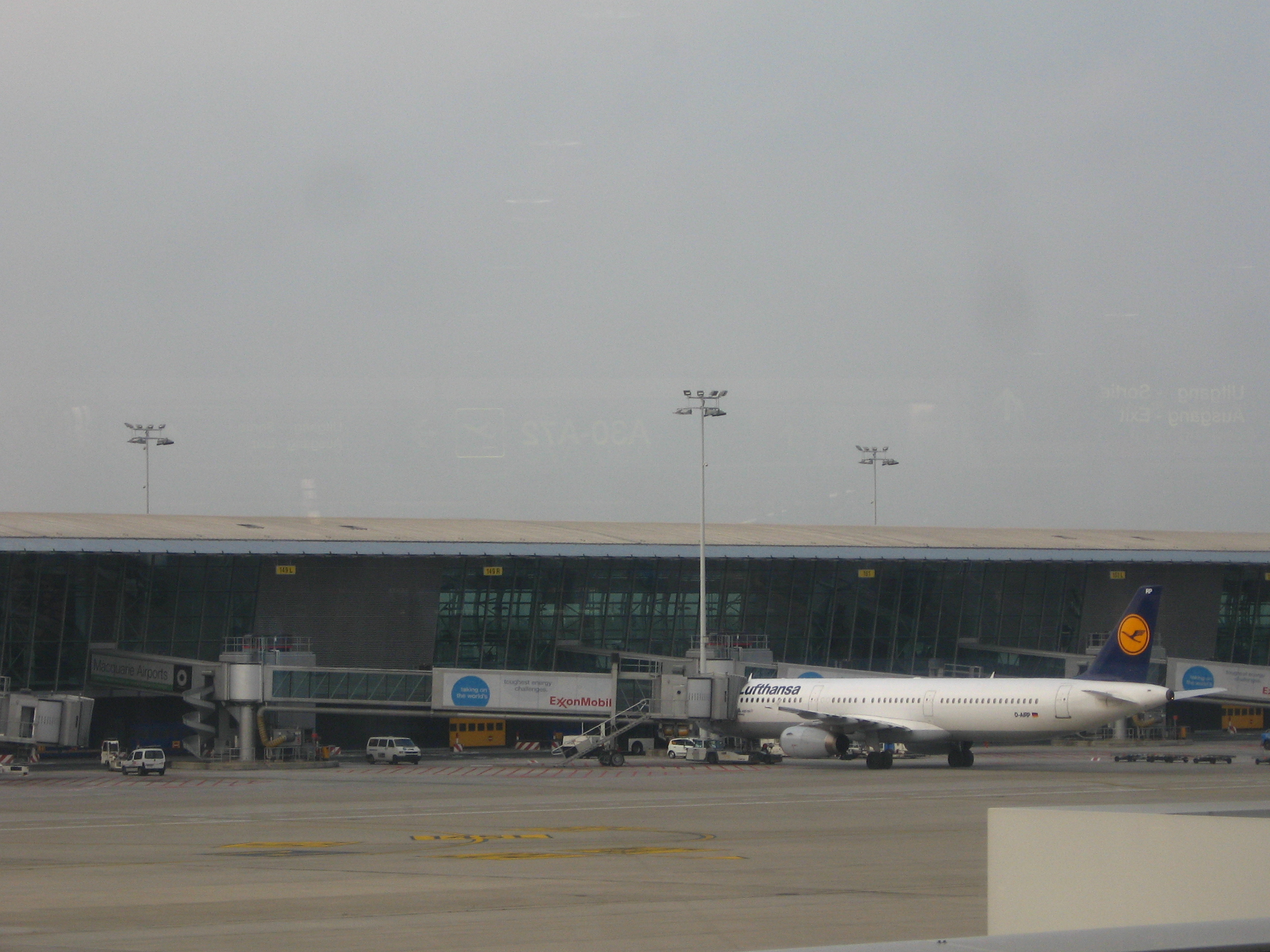
Eine Maschine der Lufthansa an der Südseite des Pier A

### Abflughalle 1
Die Abflughalle 1 ist die größte Abflughalle von Brussels Airport.
Hier haben alle Fluggesellschaften ihre Ticketverkaufsstellen und Abfertigungsschalter.
Hier befinden sich die Abfertigungsreihen 1–10.
Erbaut wurde die Abflughalle 1 mit dem gesamten Gebäude bis 1994.

### Abflughalle 2
Seit dem 30. März 2010 besteht diese Verlängerung der Abflughalle 1.
Diese beiden Abflughallen sind durch zwei Durchgänge miteinander verbunden.
Abflughalle 2 wird hauptsächlich von den Charterfluggesellschaften Jetairfly und Thomas Cook Airlines genutzt. Hier befinden sich die Abfertigungsschalter 11, 12 und 14. Aufgrund eines Aberglaubens von verschiedenen Passagieren, besteht eine Abfertigungsreihe 13 nicht.
Zusätzlich befindet sich hier noch Platz für zwei weitere Abfertigungsreihen.

### Pier A
Pier A ist der größte und modernste Pier von Brussels Airport.
Dieser Pier besitzt 31 „contact gates“, welche die Flugzeuge mit Fluggastbrücken verbinden.
Nach 30-monatiger Bauzeit wurde er am 15. Mai 2002 eröffnet. Dieser Pier ist durch den Connector mit der Abflug- und Ankunftshalle verbunden.
Pier A war ursprünglich nur für Schengenflüge konzipiert, aber seit 15. Oktober 2008 werden hier auch Afrika- und Transatlantik-Flüge abgehandelt.
Hierfür wurde ein separater Bereich am Ende der Pier abgetrennt, wo eine zusätzliche Passkontrolle eingerichtet wurde. Für diese Flüge wurden die Gates A61–A72 benutzt. Später erhielten diese Gates den Namen T61–T72. T steht hier für Transit.
Hauptgrund hierfür war die Entlastung der Pier B in der morgendlichen Hauptverkehrszeit.

### Pier A west
Pier A west ist eine zukünftige Erweiterung der Pier A in westliche Richtung.
Pier A west sollte ursprünglich 2016 in Betrieb gehen und für nicht Schengen-Flüge benutzt werden.
Im Juli 2013 wurde aber bekanntgegeben, dass der Bau zunächst gestoppt ist, da das Passagierwachstum abgenommen hatte.

### Pier B
Pier B wird nur für Flüge benutzt, die in Nicht-Schengen-Länder gehen.
Im Gegensatz zu Pier A besteht Pier B aus zwei Etagen. Die Obere Etage wird durch die abfliegenden Passagiere benutzt und die untere Ebene für die ankommenden Passagiere. Der Pier wurde am 12. Dezember 1994 in Betrieb genommen.

### Pier C
Pier C befindet sich südlich vom alten Hauptgebäude und wird nicht mehr benutzt. Pier C wird auch Satellit genannt.
2008 gab Brussels Airport Pläne bekannt, auf diesem Gebiet eine „low-cost“-Pier zu bauen. Anhand dieser Pier wollte der Flughafen mehr Billigfluggesellschaften nach Zaventem holen. Ursprünglich sollte dieser Pier im April 2009 eröffnet werden. Danach wurde bereits eine Verspätung ins Jahr 2010 angekündigt.
Es kam zudem zu Gerichtsprozessen, da der Flugverkehr zunehmen würde. Am 17. März 2011 wurde angekündigt, dass das Low-cost-Terminal nicht gebaut wird.
Dieser Pier wurde renoviert und bietet Platz für die Verwaltung des Flughafens.

### Connector
Der Connector ist der neueste Bau auf dem Flughafengelände.
Er ist ein Verbindungsgebäude zwischen Pier A und der Abflugs- und Ankunftshalle. Der Connector wurde am 23. März 2015 im Beisein des Königs feierlich eröffnet.
Das Gebäude hat 25 Kontrollposten, was somit der größte Sicherheitsbereich eines Flughafens in Europa ist.
Im Gebäude befinden sich verschiedenen Geschäfte. Die Baukosten lagen bei 72 Millionen Euro.

### Altes Hauptgebäude
Das alte Hauptgebäude wurde zur Weltausstellung 1958 eröffnet und war bis 1994 das Hauptterminal. Es wurde im Laufe der Zeit mehrmals erweitert.
Momentan wird dieses Gebäude entkernt und zu einem Bürogebäude umfunktioniert.

### Brucargo
Brucargo ist der Frachtbereich des Flughafens und befindet sich auf dem Grundgebiet von Melsbroek und Diegem. Es umfasst 100 Hektar Land. Brucargo wurde 1980 eröffnet.

## Verkehrszahlen und internationaler Vergleich

### Fluggesellschaften & Verbindungen

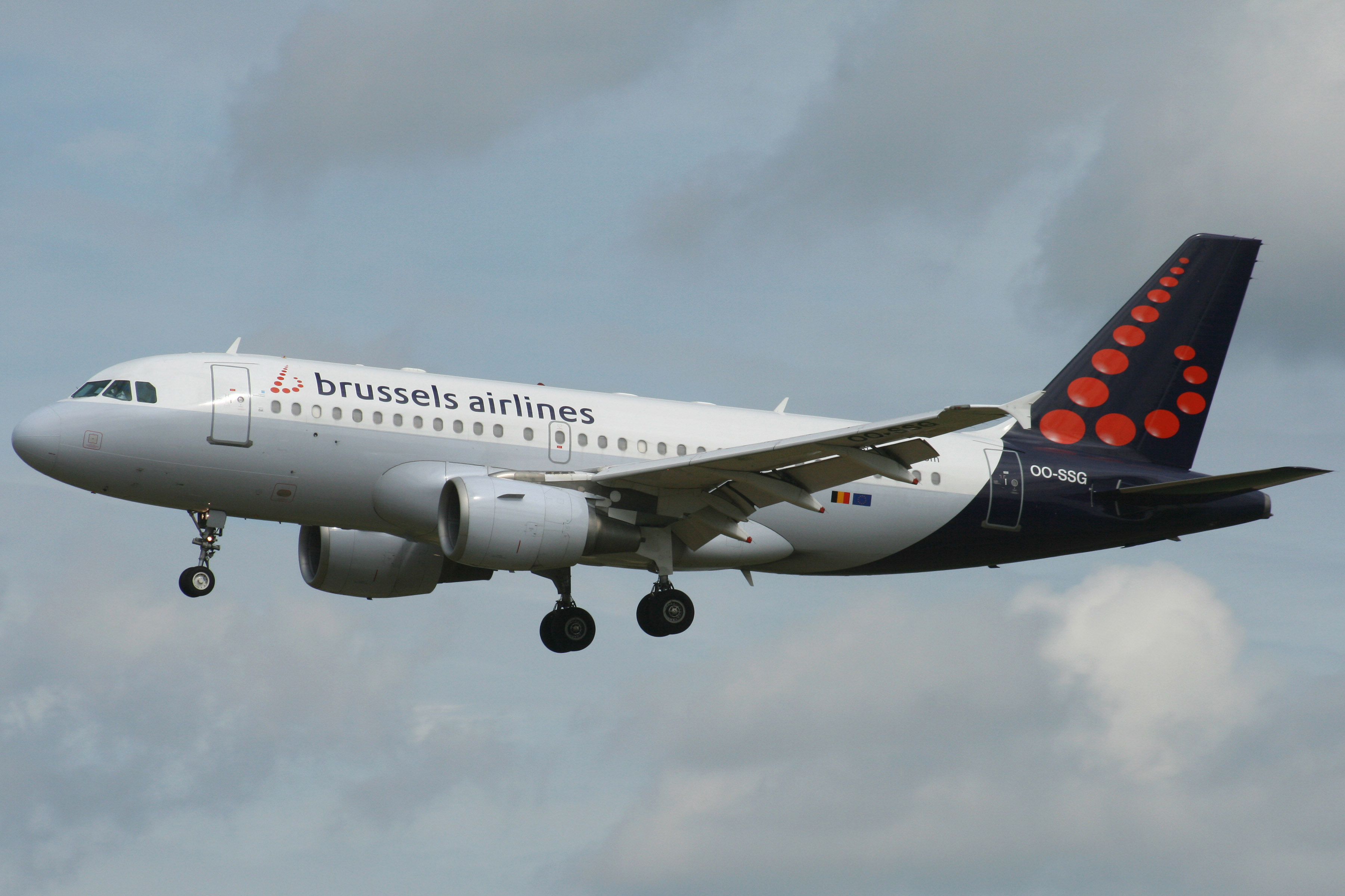
Brussels Airlines mit der alten Bemalung an ihrem Hub in Zaventem

Den Flughafen fliegen 76 Personenfluggesellschaften und 26 Frachtfluggesellschaften an, wobei 206 Flugziele in 77 Ländern angeboten werden, hauptsächlich in Europa, aber auch in Afrika, Asien und Amerika (Stand von 2018). Brussels Airlines betreibt in Brüssel-Zaventem ein Luftfahrt-Drehkreuz, TUI Airlines Belgium ist hier beheimatet.
Verbindungen zu deutschsprachigen Zielen: Es gibt Flüge zum Flughafen Berlin-Brandenburg sowie nach Genf, Hamburg, Hannover, Nürnberg, Frankfurt und München sowie nach Stuttgart. Außerdem werden Flüge nach Wien, Basel, Genf und Zürich angeboten.
DHL unterhielt bis 2010 unter dem Namen European Air Transport (EAT) eine eigene Frachtfluggesellschaft mit Sitz in Brüssel. Im März 2008 ist das europäische Luftfrachtdrehkreuz von Brüssel zum Flughafen Leipzig/Halle verlagert worden, da in Brüssel kein politischer Konsens über einen weiteren Ausbau und die Nachtflugregelungen gefunden wurde.

### Passagieraufkommen

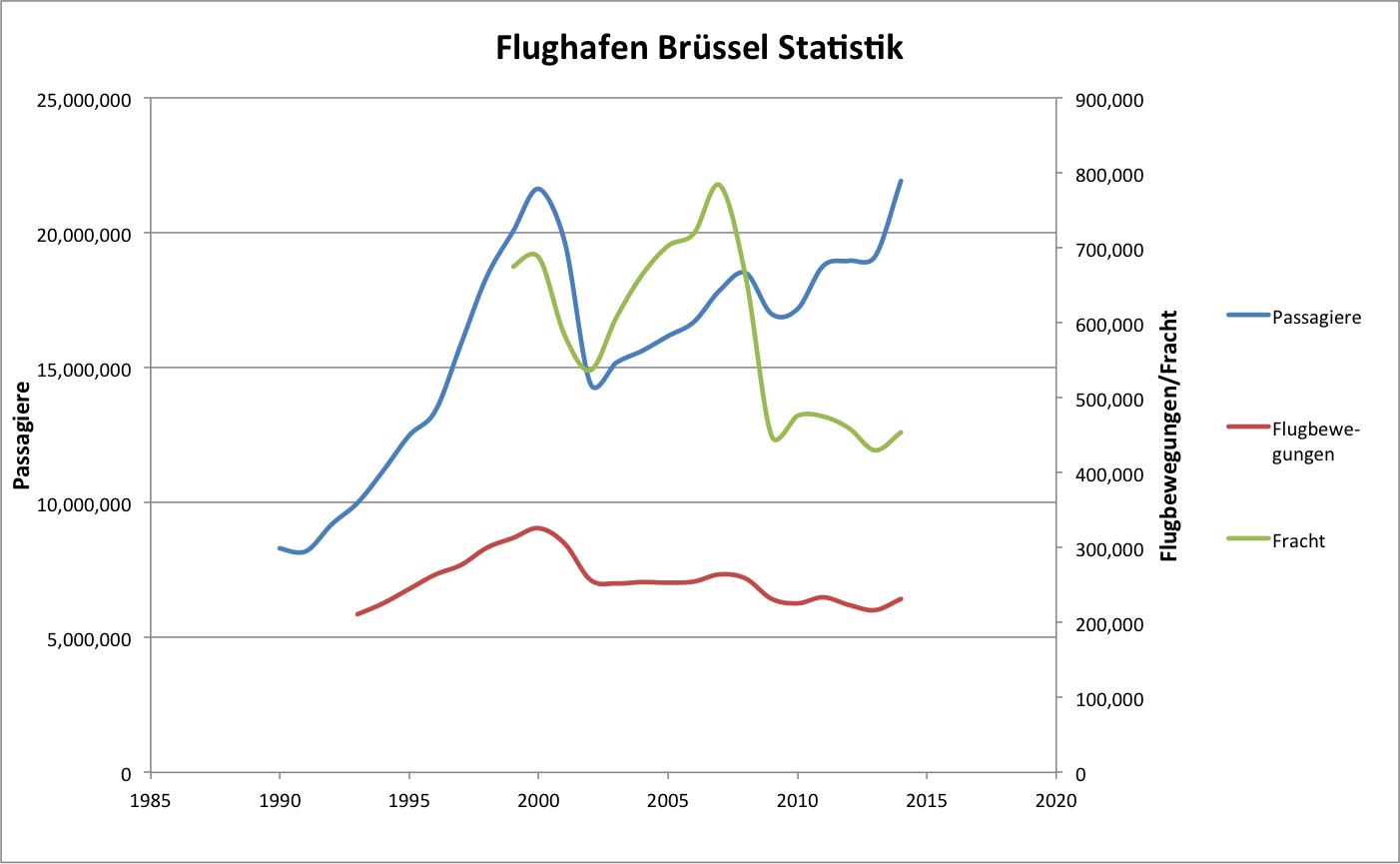
Statistiken zum Flughafen Brüssel von 1990 bis 2014 zu Passagier-, Transferpassagier- und Frachtvolumina sowie Flugbewegungen

Im Jahr 2000 wurde der Flughafen noch von ca. 21,6 Millionen Passagieren genutzt. 2001 litt der Flughafen jedoch stark durch die Insolvenz der belgischen Fluggesellschaft Sabena und die Auswirkungen der Terroranschläge am 11. September 2001, so dass die Passagierzahlen im folgenden Jahr rapide auf ca. 14,4 Millionen sanken. In den Folgejahren stieg das Passagiervolumen kontinuierlich an, so dass 2014 zum ersten Mal das Vorkrisenniveau überschritten werden konnte. Mit beinahe 23,5 Millionen Passagieren wurde 2015 ein neues Rekordvolumen erreicht. Aufgrund der Terroranschläge sank das Passagieraufkommen im Jahr 2016, erreichte jedoch im Folgejahr ein neues Rekordvolumen von rund 24,8 Millionen Passagieren.
| Betriebsjahr | Fluggastaufkommen | Luftfracht | Flugbewegungen |
| ------------ | ----------------- | ---------- | -------------- |
| 2024         | 23.610.856        | 614.678    | 198.617        |
| 2023         | 22.200.755        | 585.203    | 192.257        |
| 2022         | 18.930.698        | 621.482    | 178.930        |
| 2021         | 9.357.221         | 668.110    | 118.733        |
| 2020         | 6.743.395         | 511.613    | 95.813         |
| 2019         | 26.360.003        | 500.702    | 234.460        |
| 2018         | 25.675.939        | 543.493    | 235.459        |
| 2017         | 24.783.911        | 535.634    | 237.888        |
| 2016         | 21.818.418        | 494.637    | 223.688        |
| 2015         | 23.460.018        | 489.303    | 239.349        |
| 2014         | 21.933.190        | 453.954    | 231.528        |
| 2013         | 19.133.222        | 429.938    | 216.678        |
| 2012         | 18.971.332        | 459.265    | 223.431        |
| 2011         | 18.786.034        | 475.124    | 233.758        |
| 2010         | 17.180.606        | 476.135    | 225.682        |
| 2009         | 16.999.154        | 449.132    | 231.668        |
| 2008         | 18.515.730        | 661.143    | 258.795        |
| 2007         | 17.876.618        | 783.727    | 264.366        |
| 2006         | 16.707.892        | 719.561    | 254.772        |
| 2005         | 16.179.733        | 702.819    | 253.255        |
| 2004         | 15.634.517        | 664.375    | 252.068        |
| 2003         | 15.194.097        | 607.136    | 252.249        |
| 2002         | 14.410.555        | 536.826    | 256.889        |
| 2001         | 19.684.867        | 583.729    | 305.532        |
| 2000         | 21.637.003        | 687.385    | 325.972        |
| 1999         | 20.048.532        | 674.837    | 312.892        |
| 1998         | 18.400.000        | 595.395    | 300.000        |
| 1997         | 15.900.000        | 531.011    | 277.000        |
| 1996         | 13.400.000        | 464.277    | 264.000        |
| 1995         | 12.500.000        | –          | 245.000        |
| 1994         | 11.200.000        | –          | 226.000        |
| 1993         | 10.000.000        | –          | 211.000        |
| 1992         | 9.200.000         | –          | -              |
| 1991         | 8.200.000         | –          | -              |
| 1990         | 8.300.000         | –          | -              |
| 1989         | 6.900.000         | –          | -              |

| Kontinental      | Kontinental     | Kontinental | Kontinental                                         |
| Rang             | Ziel            | Passagiere  | Fluggesellschaften                                  |
| ---------------- | --------------- | ----------- | --------------------------------------------------- |
| 1                | Madrid          | 966.146     | Air Europa, Brussels Airlines, Iberia, Ryanair      |
| 2                | Barcelona       | 927.618     | Brussels Airlines, Ryanair, Vueling Airlines        |
| 3                | Lissabon        | 738.243     | Brussels Airlines, Ryanair, TAP Air Portugal        |
| 4                | Rom (alle)      | 719.436     | Alitalia, Brussels Airlines, Ryanair                |
| 5                | London (alle)   | 654.712     | British Airways, Brussels Airlines                  |
| 6                | Mailand (alle)  | 644.841     | Alitalia, Brussels Airlines, Ryanair                |
| 7                | Berlin (alle)   | 622.816     | Brussels Airlines, Eurowings, Ryanair               |
| 8                | Genf            | 591.857     | Brussels Airlines, Easyjet Switzerland              |
| 9                | Frankfurt       | 549.296     | Lufthansa                                           |
| 10               | Málaga          | 533.863     | Brussels Airlines, Ryanair, TUI Airlines Belgium    |
| Interkontinental |                 |             |                                                     |
| Rang             | Ziel            | Passagiere  | Fluggesellschaften                                  |
| 1                | New York/Newark | 454.187     | Brussels Airlines, Delta Air Lines, United Airlines |
| 2                | Tel Aviv        | 295.464     | Brussels Airlines, El Al                            |
| 3                | Washington      | 231.859     | United Airlines                                     |
| 4                | Dubai           | 228.001     | Emirates                                            |
| 5                | Montréal        | 197.550     | Air Canada                                          |
| 6                | Abu Dhabi       | 170.549     | Etihad                                              |
| 7                | Doha            | 169.111     | Qatar Airways                                       |
| 8                | Casablanca      | 153.025     | Royal Air Maroc                                     |
| 9                | Chicago         | 131.388     | United Airlines                                     |
| 10               | Peking          | 130.211     | Hainan Airlines                                     |

### Frachtaufkommen

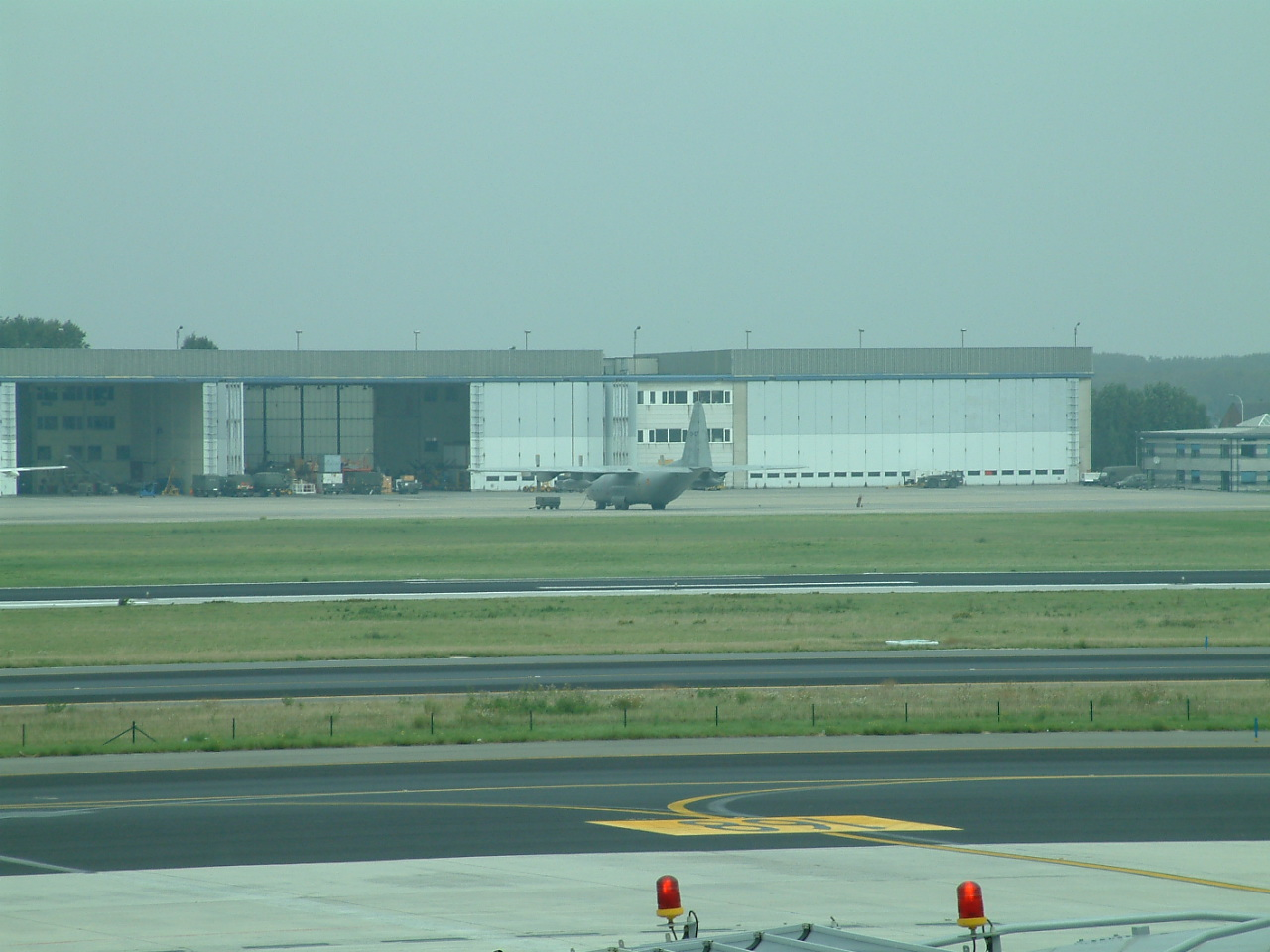
Eine C-130 Hercules der belgischen Luftwaffe am militärischen Teil des Flughafens

Das westlich auf dem Flughafengelände gelegene Cargo-Zentrum „Brucargo“ beheimatet viele Flugfrachtgesellschaften. Das Luftfrachtaufkommen in Brüssel-Zaventem lag 2006 im Europavergleich auf Platz 7, dicht gefolgt vom Flughafen Lüttich (Platz 8). Auf den ersten drei Plätzen der größten Luftfracht-Umschlagplätze europaweit lagen die Flughäfen Frankfurt, Amsterdam und Paris CDG.
Das Frachtaufkommen lag im Jahr 2007 bei 783.727 Tonnen. Aufgrund der Verlagerung des Hubs der DHL von Brüssel nach Leipzig ist das Frachtaufkommen im Jahr 2008 um 15,6 % auf 661.100 Tonnen gesunken.

## Militärische Nutzung

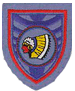
15. Wing

Der Flughafen wird nach wie vor als Militärflugplatz von den belgischen Luftstreitkräften als Vliegbasis Melsbroek genutzt. Hier ist das 15. Geschwader, ein gemischter Transportverband, dem drei fliegende Staffeln unterstellt sind, stationiert:
- 20. Staffel, für den taktischen Lufttransport, ausgerüstet mit A400M seit 2020, als Binationale A400M Unit zusammen mit Luxemburg
- 21. Staffel, für Langstrecken und Verbindungsflüge, ausgerüstet mit A321, ERJ135LR und ERJ145LR
- Einsatz- und Schulstaffel, leiht sich je nach Bedarf Luftfahrzeuge der beiden Einsatzstaffeln

Daneben nutzen Helikopter der Bundespolizei das Areal. Häufig fliegen auch, aufgrund der Nähe zu den Institutionen der NATO und der EU, Maschinen von ausländischen Regierungen auf dem Flughafen ein.